# Temporada da NFL de 1927
A Temporada de 1927 da National Football League foi a 8º temporada do principal torneio de futebol americano dos Estados Unidos. O campeão foi o New York Giants.

## Tabela
| New York Giants          | 11 | 1 | 1 | 91,7% | 197 | 20  |
| Green Bay Packers        | 7  | 2 | 1 | 77,8% | 113 | 43  |
| Chicago Bears            | 9  | 3 | 2 | 75%   | 149 | 98  |
| Cleveland Bulldogs       | 8  | 4 | 1 | 66,7% | 209 | 107 |
| Providence Steam Roller  | 8  | 5 | 1 | 61,5% | 105 | 88  |
| New York Yankees         | 7  | 8 | 1 | 46,7% | 142 | 174 |
| Frankford Yellow Jackets | 6  | 9 | 3 | 40%   | 152 | 166 |
| Pottsville Maroons       | 5  | 8 | 0 | 38,5% | 80  | 163 |
| Chicago Cardinals        | 3  | 7 | 1 | 30%   | 69  | 134 |
| Dayton Triangles         | 1  | 6 | 1 | 14,3% | 15  | 57  |
| Duluth Eskimos           | 1  | 8 | 0 | 11,1% | 68  | 134 |
| Buffalo Bisons           | 0  | 5 | 0 | 00%   | 8   | 123 |